# Santa María, Tlacuilotepec
Santa María är en ort i Mexiko.   Den ligger i kommunen Tlacuilotepec och delstaten Puebla, i den sydöstra delen av landet, 150 km nordost om huvudstaden Mexico City. Santa María ligger 1 091 meter över havet och antalet invånare är 688.
Terrängen runt Santa María är kuperad österut, men västerut är den bergig. Runt Santa María är det ganska tätbefolkat, med 80 invånare per kvadratkilometer. Närmaste större samhälle är Huauchinango, 15,7 km söder om Santa María. I omgivningarna runt Santa María växer i huvudsak städsegrön lövskog.